# 吉田真 (プロデューサー)
吉田 真（よしだ まこと、1957年3月3日 - ）は、日本のテレビプロデューサー。日本テレビホールディングス・日本テレビ常勤監査役。
元日本テレビチーフプロデューサーで、同社執行役員編成局長、日テレアックスオン代表取締役社長、BS日本代表取締役社長等を歴任した。

## 人物
- 慶應義塾大学文学部卒業後、1980年日本テレビ入社（佐野譲顕、吾妻光良、井田由美、城朋子、務台昭彦、石澤顕は同期）。編成局（後に編成本部・制作センター→制作局→現在のバラエティー局）のプロデューサー、チーフプロデューサーとして活躍。元上司である桜田和之や同期の佐野と共に1990年代-2000年代前半にかけて、日本テレビの数多くの人気番組を育て上げバラエティ番組制作を陰で支えた。
- 2005年6月に編成本部（当時）・総括部長に異動になるまでレギュラーから特番に至るまで、様々な番組を担当。彼が担当した番組は安岡喜郎、土屋泰則、菅賢治、政橋雅人チーフプロデューサーらに引き継がれた。
- 2007年7月1日より編成局次長。2008年7月1日より吉川圭三から引き継ぎ、編成局コンテンツプロモーションセンター長も兼任した。
- 2009年7月1日より人事局総務兼人事部長兼人材育成部長に就任（兼務は2011年まで）。編成局次長は梅原幹が受け継いだ。
- 2012年6月1日より小杉善信の後任として編成局長に就任。[1]
- 2013年5月31日をもって執行役員編成局長を退任（後任は廣瀬健一スポーツ局長）。[2]
- 2013年6月1日より日テレアックスオンに出向[3]。同月4日付で社長に就任。
- 2016年6月1日よりBS日テレ社長に就任。
- 2018年6月28日より日本テレビホールディングス常勤監査役、日本テレビ放送網常勤監査役[4]。

## 手がけた番組

### プロデューサー
- EXテレビ
- クイズ世界はSHOW by ショーバイ!!（1994年4月-1996年9月）
  - 新装開店!SHOW by ショーバイ!!
  - 新装開店!SHOW by ショーバイ2
- 1億人の大質問!?笑ってコラえて!
- 特命リサーチ200X
- スーパークイズスペシャル
- 平成あっぱれテレビ
- さんま&SMAP!美女と野獣のクリスマススペシャル（1998年）
- 24時間テレビ 「愛は地球を救う」（1994年、1995年、1997年、1998年まで担当。2002年チーフプロデューサー）

### チーフプロデューサー
- ザ!鉄腕!DASH!!（2003年7月頃 - 2004年5月）
- 速報!歌の大辞テン
- 週刊ストーリーランド
- AX MUSIC-TV
- メンB
- 少女B
- FUN
- 笑点
- 欽ちゃん&香取慎吾の新!仮装大賞
- ものまねバトル
- 汐留スタイル!
- お笑いサバイバル（1 - 5）
- 真夜中の嵐
- 進ぬ!電波少年
- マスクマン!
- 雲と波と少年と
- ワカチュキ
- エンタの神様
- アリゾナの魔法
- モグモグGOMBO（2002年6月 - 最終回）
- メレンゲの気持ち
- TVおじゃマンボウ
- スーパースペシャル（1999年 - 2004年）
  - さんま・所のオシャベリの殿堂
  - マジカル頭脳パワー!!21世紀芸能界No.1頭脳決定戦スペシャル
  - テレビ生誕50年!天下を取った名曲ベスト50
  - ダウンタウンのバラエティ50年史
  - 鳥人間コンテスト選手権大会（読売テレビ制作）
- ベストヒット歌謡祭（読売テレビ制作）
- 1億3000万人が選ぶ!ベストアーティスト
- THEスペシャル!（ - 2004年6月5日）
- 冒険!CHEERS!!（2003年12月 - 2004年6月5日）
- HAPPY Xmas SHOW
- おしゃれカンケイ（2004年6月13日 - 2005年3月27日・最終回）
- いつみても波瀾万丈
- @サプリッ!
- おしゃれイズム
- 不幸の法則
- 全国高等学校クイズ選手権（2004年）
- 日本アカデミー賞授賞式（2005年まで）